# Хаммарстрём, Луиза
Луиза (Ловиса) Катарина Хаммарстрём (швед. Lovisa (Louise) Katarina Hammarström, 25 мая 1849 — 5 ноября 1917) — шведская химик. Первая женщина в Швеции, получившая специализированное образование по химии.

## Биография
Луиза (Ловиса) Хаммарстрём родилась в приходе Хошё (швед. Hosjö församling) Даларны. Её отец был священником, получившим также медицинское образование. Она осиротела ещё в раннем возрасте.
Интерес Луизы Хаммарстрём к химии пробудился ещё в детстве благодаря общению с химиками, работавшими на металлурическом производстве. В дальнейшем она была студенткой в стокгольмском университете Констфак, брала частные уроки по химии, а во второй половине 1870 годов работала ассистентом в лаборатории Вернера Кронквиста, выполняла анализы на мышьяк. Затем она работала химиком-минералогом на предприятиях Бонгбро (1881—1887), Фагерсты (1887—1891), Шиссхюттана (1893).
В 1893 году, спустя 18 лет работы ассистенткой, она открыла собственную лабораторию в Коппарберге (ныне лен Даларна) и работала в области минералогии и геологии. Здесь она в основном исследовала руды, металлы и химические вещества, в частности, проводила общий химический анализ. Её ассистентками были Эльса Кронквист, вероятно, дочь Вернера Кронквиста, и Мария Лейдстрём. Всего частная лаборатория Луизы Хаммарстрём за 16 лет выполнила 29 тысяч анализов.
Луиза Хаммарстрём скончалась в Стокгольме в 1917 году.